# ブリッテンV1000

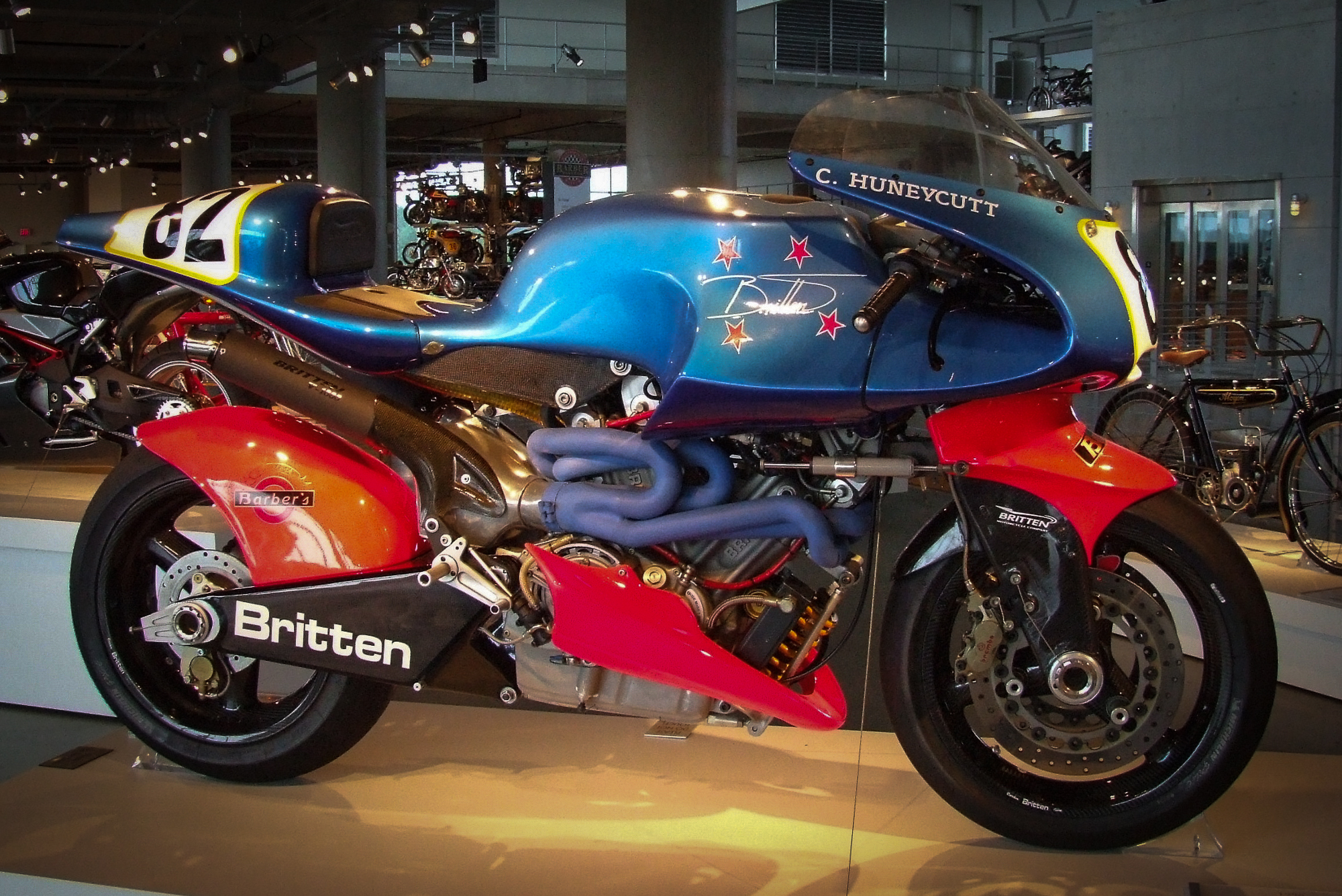
ブリッテンV1000(1996年型)

ブリッテンV1000 (Britten V1000) とは、ニュージーランドのエンジニア、ジョン・ブリッテンが開発したオートバイである。マシンの設計上は、1989〜1991年型と1992年型以降の2つに分けられる。
ジョンは、最終的に1992年型のマシンを作成するまで、いくつかのプロトタイプを製作している。本記事では、それらについても簡単に解説する。

## 概要
広く知られるのは1992年型以降のマシンで、従来のオートバイとは一線を画した特異な外観やサスペンション周りの機構、構造材としての炭素繊維・ケブラーの多用などが特徴であるが、エンジンを含むほぼ全ての部品を自作している点も特筆すべきである。このモデルのマシンは、1994年にデイトナ・バイクウィークで行われたバトル・オブ・ザ・ツインズで勝利した他、出場したレースでは敵なしの強さを見せた。
ブリッテンV1000は、FIMのオートバイ1000cc以下カテゴリにおける世界記録を、1994年に4つ更新している。
- Flying Mile:302.705km/h
- Standing Start 1/4 Mile:134.617km/h
- Standing Start Mile:213.512km/h
- Standing Start Kilometre:186.245 km/h

## モデル一覧

### エアロ・D・ゼロ
エアロ・D・ゼロ(aero-d-zero)は、1985年にジョンが初めて空力特性を意識して製作したマシンである。元々の名前はエアロ・D・ワンであったが、後に今エアロ・D・ワンと呼ばれるマシンを製作した後、エアロ・D・ゼロへ改名された。
エンジンは、15度傾斜させたドゥカティ製ガソリンエンジン。フレームはスチール製の格子状。サスペンションは、フロントへはチェリアーニ製のフォークを、リアへはコニ製のショックユニットを使用。
カウルはポリスチレンで型取りして作成した炭素繊維製フルカウルで、ライダーの体にフィットするようデザインされた形状と、前輪の上部まで突き出たフロントカウル、ハンドル部を大きく覆ったフェアリングが外観上の特徴。ただし、このハンドル部のフェアリングは高速走行中に予期しないリーンの原因となることがあったので、速度記録に挑戦する場合は取り外されたという。カラーリングはオレンジがかった赤で、両サイドに銀色のラインがある。
最高速度は、BEARSのスピードトライアルにて247.8km/hを記録している。
当初は公道を走られるように、ライトや方向指示器などが搭載されていた。

### エアロ・D・ワン
エアロ・D・ワン(aero-d-one)は、ジョンが1987年にエアロ・D・ゼロの次に製作したマシンである。
外観上はエアロ・D・ワンと類似しているが、炭素繊維・ケブラー製の一体成形カウルとなった。カラーリングは上部がオレンジがかった赤で、両サイドに銀色のラインがあり、マシン下部は緑である。
エンジンには、当初はドゥカティ製のものを検討していたが、デンコ(Denco Engineering)製レース用空冷DOHCエンジンを2つ繋げ、999ccの60度Vツインエンジンとして使用。このエンジンはアルコール系燃料を使用するため、国際レースには出場できなかった。これが後年ブリッテンV1000にてエンジンを一から作る理由の一つともなった。エンジンをストレスメンバーとして使用し始めたが、まだ後年製造したマシンのようにフルストレスメンバーとしてではなかった。
アルミニウム製のスイングアームはエンジンに直接取り付けられ、ショックユニットはエンジンの下にあった。サスペンションはフロント・リア共にホワイトパワー製を使用。ホイールはマービックのマグネシウム製である。
最高速度は、1987年にBEARSのスピードトライアルにて238.5km/hを記録している。
なお、ジョンがテスト走行を行った際にクラッシュさせてしまい、また自身も同時に大怪我をしてしまったため、それ以来オートバイに乗ることから離れるきっかけとなってしまったマシンでもある。ちなみに、アラン・カスカートもこのマシンでクラッシュし、病院でジョンと鉢合わせしたという。

### ブリッテンV1000(1989〜1991年型)
ジョンが全ての設計と製造を行ったマシンである。このマシンの開発期間は非常に短く、デイトナへの出場を決めた1988年6月に開発を始め、翌年1989年3月には出場できる状態になっていたというので、実質半年ほどである。ジョンは1991年までこのマシンへ改良を加えながらレースに参戦し続け、最終的にはデイトナで最高2位(ライダーはポール・ルイス)を記録するまでになった。
車両解説
エンジンは、ジョン自らが設計・製作した電子制御式燃料噴射の999.3cc水冷4ストローク60度Vツインエンジンである。カム駆動方式はコグドベルト。ジョンがそれまで使用していたドゥカティやデンコ製のエンジンが彼にとっては納得いくものではなかったことが、製作の動機である。シャシーの一部として使用されるため、非常に堅固になるよう設計・製造されている。その強度を得るため、エンジンの分割ラインは2箇所のみである。信頼性も非常に高く、エンジンを製作してから数年使用したがコグドベルトが1回切れた他は全くトラブルが無く、またエンジン内部にも手を入れる必要が無かったという。
バンク角が60度なのは、マシンの荷重バランスからエンジンをコンパクトにすることが要求されたためである。このエンジンのコンパクトさは横置きVツインエンジンとしたことが貢献している。コンパクト化のための努力は、重量55kgという数字に現れている。コンピュータが搭載され、燃料噴射・燃料供給タイミングのマッピング設定を行えたり、走行時の各種状態(気温、水温、排気中酸素量、スロットル開度、エンジン回転数など)を記録できる。その記録は走行後の分析に使用される。また、燃料と空気の混合比をライダーが走行中に変えられる。
ラジエータは、エンジンの斜め前、フロントフォークの後ろにあたる位置に、2つに分けられてフレームからぶら下がっている。
フレームとしては、炭素繊維製の箱状の部品がエンジン上部(ヘッド部分)に取り付けられているだけである。このフレームにフロントサスペンション・カウル・燃料タンク・シート・ラジエーター等が取り付けられる。マシンの強度メンバーはエンジンが中心であるので、フレームにエンジンを載せるというよりも、エンジンにフレームを取り付けていると表現する方が近い。リアスイングアームは、フレームではなくエンジンに直接取り付けられている。なお、これらの構造はホンダのピボットレスフレームと類似している。
このように特徴的な構造であるが、外観としては普通のフルカウルである。カウルのデザインやカラーリングはニュージーランドを強く意識したものとなっている(マシン上半分は青で赤い星が散りばめられ、下半分は赤かったりニュージーランドの地図が描かれていたりする)。なお、このカラーリングは以後のマシンにも引き継がれた。
フロントサスペンションは、ホワイトパワー製の倒立式テレスコピックフォークである。ここには特に目立つ点は無いが、1992年型では大きく様変わりすることになる。リアサスペンションは一般的なスイングアーム式・モノショックであるが、ショックユニットはエンジン前方(クランクケースの前)に配置されている。スイングアームから伸びた長いアームがエンジン下部を通り、リンク機構を経てショックユニットを下向きに押す。この方式の利点としては、路面の状態がライダーに伝わりやすいことなどとされる。

### ブリッテンV1000/V1100(1992年型以降)
革新的な設計思想に基づく外観と構造、そして何よりその高い性能により、世界にブリッテンの名を轟かせたモデル。ジョンに国際レースでの初勝利をもたらしたマシンである。
少数の部品(タイヤ、サスペンション、ギアボックス等)を除き、全て自家製である。部品製作の様子は「手作り」と呼ぶにふさわしいもので、ビデオ「One Man's Dream - The Britten Bike Story」で見ることができる。
マシンが比較的軽量であることと、全体的な重量バランスおよび高出力なエンジンのためか、ストレートでの加速やコーナーの立ち上がりでウィリーする姿がよく見られた。しかし、それでも他のマシンを楽々と抜き去ることができていたようで、マシンの基礎性能の高さを見せている。
このマシンのライダーとしては、ニュージーランドのアンドリュー・ストラウド(Andrew Stroud)が有名である。デイトナでの初勝利となった1994年のバトル・オブ・ザ・ツインズでも、彼が乗車している。
5バルブバージョンのエンジンや、一般向けバージョンのマシンも計画されていたようだが、1995年のジョンの死によりそれらの計画は中断されてしまった。

#### エンジン
エンジンは1991年型以前と同様に、ジョンが設計・製造した電子制御式燃料噴射の水冷60度Vツインエンジンで、985cc・150馬力となっている(後年製造されたエンジンでは排気量と出力が上がっている)。違うレースカテゴリに出場するための1100ccエンジンも製作されており、それを搭載したマシンはブリッテンV1100と呼ばれる。
1991年型以前のエンジンからさらに小型化されており、エンジンの幅はリアタイヤの幅よりも小さいほどである。エンジン幅が小さいことは前面投影面積の減少に繋がり、このマシンの空力設計上重要である。
カムの駆動方法は1991年型以前と同様にコグドベルトであるが、このモデルではアンダーカウルが無いため、炭素繊維・ケブラー製のベルトケースで覆われている。このケースはエンジンの外観上の特徴にもなっている。
ラジエーターの配置場所はシート下に変更された。冷却水タンクはシート後ろのカウル内にある。フロントカウルから送られた空気が燃料タンクの脇を通り、シート下に流れるようになっている。ラジエーター部分は周囲に比べ負圧になっているので空気の吸入効果が高く、さらにラジエーターがエンジンの前に無いのでエンジンの輻射熱の影響を受けない。それらの効果により、1991年型以前のものよりも冷却性能が遥かに高いとされる。
排気周りは、エンジンに絡みつくかのごとく複雑に曲がりくねったエキゾーストパイプが特徴的である。エキゾーストパイプのカラーリングはカウルと同様の青でありそれもまた特徴的だったが、その一方黒く塗装されあまり目立たない個体もある。マフラーについては、初期のマシンでは非常に短くかつ一本出しであったが、後に騒音対策のためか他のバイクと同様の全長が長いタイプや、さらに二本出しマフラーに変更されている。

#### シャシー
全体的な構成(フルストレスメンバーのエンジン、エンジンに取り付けられたスイングアームなど)は1991年型以前と同様である。ただし、ハーフカウルになりそれと同時にカウルの形状が大変更されたのと、上述のとおりラジエータの位置が異なるのが目立つ。このマシンを試乗したアラン・カスカートは、このマシンは空気を「押しのける」のではなく「切り裂く」と表現し、既存のマシンとの違いを説明している。
ハーフカウルへの変更は、スリムなエンジン幅による小さい前面投影面積が、フルカウルによる整流効果よりも有利だと判断されたためである。なお、初期のモデルではクランクボックス横に小型のカウルがあるが、あまり意味が無いと判断されたのか、後のモデルでは削除されている。
フロントノーズの形状はいわゆるシャークノーズで、エンジン吸気用およびラジエーター用のラムエアインテイクがある。シート後ろのカウルは次第に細くなっていく特徴的な形状であるが、これはスリップストリームの制御に効果があるとされ、ジョンはそれをこのマシンの空力設計上最も優れた点であると述べている。

#### サスペンション
フロントサスペンション周りは独特である。これは、現在BMWのオートバイ等に採用されているデュオレバーに近い。基本的にはダブルウィッシュボーン式ガーダーフォークで、フロントフォーク(テレスコピック式ではないので、実質的にただの板)は上下二つのAアームを介しフレームへ連結されている。ショックユニットは下Aアームに支点があり、フレームに上端が繋がる。Aアームとフロントフォークはピロボールで連結されており、操舵時はそれを軸にフロントフォークのみを左右に振る形になる。ハンドルからの操舵力はパンタグラフ状のレバーによりフォークに伝えられる。この方式の利点としては、ブレーキ時にノーズダイブを起こしにくいことや、路面への追従性が高いことなどとされる。また、上下Aアームはそれぞれ独立して前後できるため、キャスター角をある程度自由に設定できる。
リアサスペンションは、ショックユニットのメーカーが変更されてはいるが、1991年型以前と同様の仕組みである。

#### その他
フロントホイール・リアホイール共に、炭素繊維によるブリッテン製である。
メーター類はシンプルで、アナログ式のタコメーターとデジタル式の水温計、警告灯程度である。だが、初期のモデルではさらに極端で、油圧と水温の警告用ランプの他には、シフトアップのタイミングを伝える緑と赤のランプのみだったものもある。その場合、緑ランプの点灯はパワーバンドへの突入を表し、赤ランプの点灯はシフトアップのタイミングを表していた。
Baby Brittenと呼ばれるダイキャスト製の1/12スケールの模型が、Britten Motorcycle Companyから販売されている。
雑貨製造販売業者のザ・リアルマッコイズが日本国内への量産車のデリバリーを計画したが、同社の経営状況の悪化とジョンの死去により実現はしなかった。

### 諸元(1998年型)
※以下はBritten Mortorcycle CompanyのWEBサイト、およびバイカーズステーション 1998/8 No.131 P.58の記述から作成
エンジン
形式:4サイクル 水冷 60度V型 クランク横置き 2気筒 DOHC 4バルブ
カム駆動方式:コクドベルト
排気量:998.7cc (1992〜1997型は985.3cc)
ボア×ストローク(比率):98.9×65.0mm (0.657)
最高出力:166hp/11800rpm (BSでは158hp/11800rpm)
最大回転数:12500rpm
圧縮比:11.3:1 (1992〜1997型は13.7)
バルブ径:入力40mm 出力33mm
気化器:電子制御式燃料噴射
潤滑方式:ウェットサンプ
その他:コンロッドやバルブはチタン製、ピストンはフラットトップ。
出力伝達系
クラッチ形式:乾式多板 コイルスプリング ワイア作動(バックトルクリミッター機構付)
変速機:5段リターン左足動 (1up/4down) (オプションで6段も可)
変速比:1速 2.50、2速 1.77、3速 1.38、4速 1.13、5速 0.96
減速比:1次 1.97、2次 2.44 (16/39)
シャシー
フレーム形式:シングルスパインチューブ・サスペンデッドエンジン
フロントサスペンション:ガーダー(ダブルウィッシュボーンタイプ)
リアサスペンション:スイングアーム・モノショック
ショックユニット:オーリンズ製(前後とも)
フロントブレーキ:直径320mmフローティング+ブレンボ製異型4ピストン
リアブレーキ:直径210mmソリッド+ブレンボ製2ピストン
フロントホイール:3.50×17インチ (ブリッテン製カーボン)
リアホイール:6.00×17インチ (ブリッテン製カーボン)
その他:トップシャシー、ガーダー、スイングアームは全て炭素繊維・ケブラー複合製
寸法・容積・重量
ホイールベース:1420mm
車重:138kg (BSでは147kg、1992〜1997型は145kg)
キャスター/トレール:可変式
燃料タンク容量:24リットル
その他
最高速度:303km/h

## レース戦績
※以下はBritten Motorcycle CompanyのWEBサイトの記述より作成し、基本的に国際レースのみ記述。ニュージーランド等の国内レースでは、ほとんど1位あるいは2位である。
1990年
USA Battle of the Twins
Daytona, 3rd & 5th (ゲイリー・グッドフェロー、ロバート・ホールデン)
1991年
USA Battle of the Twins
Daytona, 2nd (ポール・ルイス)
1992年
USA Battle Of The Twins
Round 1, Daytona, リタイア(バッテリー上がりが原因)
Round 2, Leguna Seca, 2nd
Battle of the Twins
Assen, 1st (国際レースでの初勝利)
1995年
European Pro Twins
Assen, 1st
BEARS World Championship
Round 1, Daytona, 1st
Round 2, Monza, 2nd
Round 3, Thruxton, 1st
Round 4, Zeltweg, 1st
Round 5, Brands Hatch, 1st
Round 6, Assen, 1st
Battle of the Twins
Daytona, 2nd & 3rd
1996年
BEARS World Championship
Round 1, Daytona, 1st
Round 5, Assen, 1st
AHRMA Battle of the Twins
Daytona, 1st
1997年
AHRMA Battle of the Twins - Open
Race 1, Mid Ohio, 1st
Race 2, Mid Ohio, 1st
AHRMA Sound of Thunder
Race 1, Mid Ohio, 1st
Race 2, Mid Ohio, 1st
Sound of Thunder World Series
Round 1, Daytona, 1st & 2nd
AHRMA Battle of the Twins
Daytona, 1st
1998年
Japan Battle of the Twins
Round 16 Tsukuba, Japan, 4th (国際レースではないが記述)
AHRMA Sound of Thunder
Daytona, 1st
1999年
March 99 Sound of Thunder
Daytona, 1st

## 製造されたブリッテンの所在
※以下の記述は書籍「Britten Motorcycles : The John Britten Story」の記述から作成。ただし、書籍出版時(2004年)の情報であるので、現時点でも正しいという保証は無いので注意。
#1 カーディナル・ブリッテン。カーディナル・ネットワークスのジル・シンプソンとBritten Motorcycle Companyにより共同所有されている(所有率はそれぞれ50%である)。
#2 ニュージーランド国立博物館テ・パパ・トンガレワが所有している。4つの陸上速度世界記録を打ち立てたマシン。ニュージーランド・グランプリで勝利した、初のニュージーランド製マシンでもある。
#3 イタリア、ミラノのロベルト・クレパルディが所有している。黒いカラーリングである。最も多くレースに参戦したマシンで、長年に渡りブリッテン・チームがレースに出場させられる唯一のマシンでもあった。マン島TTで唯一完走したブリッテンである。
#4 アメリカ、マサチューセッツのジム・ハンターが所有している。デイトナのサウンド・オブ・サンダーと、バトル・オブ・ザ・ツインズで勝利したマシン。
#5 アメリカ、ミシガンのドクター・マーク・シュチュワートが所有している。マン島TTで最初に走ったブリッテンのうちの1台である。デモンストレーションやレースに参加したりすることもある。
#6 オークランドのケビン・グラントが所有している。最初に作られたブリッテンの内の1台である。
#7 アメリカのジョージ・バーバーが所有している。アラバマ、バーミングハムのバーバー・ビンテージ・モーターサイクル・ミュージアムにて展示されている。
#8 アメリカ、カリフォルニアのマイケル・カネパが所有している。ハーレクイン・グリーンと、紫のカラーリングとなっている。
#9 南アフリカのゲーリー・ターナーが所有している。日本でのレースに参加した唯一のブリッテンである。カラーリングは銀と金であるが、他と同じように青とピンクのシャシーもある。
#10 アメリカ、ラスベガスのMichael Iannuccilliが所有している。テスト走行をしただけでレースに参戦しておらず、ガラスケースの中に保存されている。